# Триста франков «Церера»
Триста франков Серво или Триста франков «Церера» — французская банкнота, эскиз которой разработан 6 октября 1938 года и выпускалась Банком Франции с 4 июня 1945 до выхода банкноты из обращения. Это единственная французская банкнота триста франков.

## История
Эта банкнота была разработана, выпущена и была размещена в запасниках хранилища Банка Франции. Причиной послужила угроза военного конфликта или быть более точным: в 1938 году в Европе накалялась политическая напряженность, в силу которой Банк Франции начал снижать выпуск банкнот. При таких обстоятельствах была разработана новая банкнота с необычным номиналом 300 франков.
Этим объясняется количество выпущенных банкнот с этим номиналом и тот факт, что на банкноте нет даты выпуска. Между октябрем 1938 и февралем 1939 года, по разным оценкам, Банк Франции напечатал 24 миллиона банкнот.
Данная банкнота была выпущена в обращение только 4 июня 1945 года, после решения правительства изъять из обращения все банкноты с номиналом более 50 франков, чтобы убрать из обращения всю лишнюю денежную массу (в том числе банкноты «Военного франка»). Банкнота была в обращении в течение почти трех лет, в течение периода «реконструкции» французской экономики и стала редкой в 1948 году.
С 20 ноября 1950 года начинается изъятие банкноты из обращения и с 1 июня 1963 года она лишена статуса законного платежного средства.

## Описание
Эта полноцветная банкнота, дизайн которой взят с полотен художника Анри Климента Серво, в 1915 году картина Серво была образцом для пробной банкноты 10 франков, однако проект был заброшен (в окончательном варианте была утверждена банкнота 10 франков Минерва).
Этот тип банкноты также называют «300 франков Церера», образцом для создания банкноты послужила статуя богини изображённая на картине, на аверсе. На реверсе, изображен древнеримский бог Меркурий.
На банкноте нет даты выпуска, присутствует водяной знак в виде головы Меркурия.
Размеры 138 мм х 88 мм.